# Gustl Angstmann

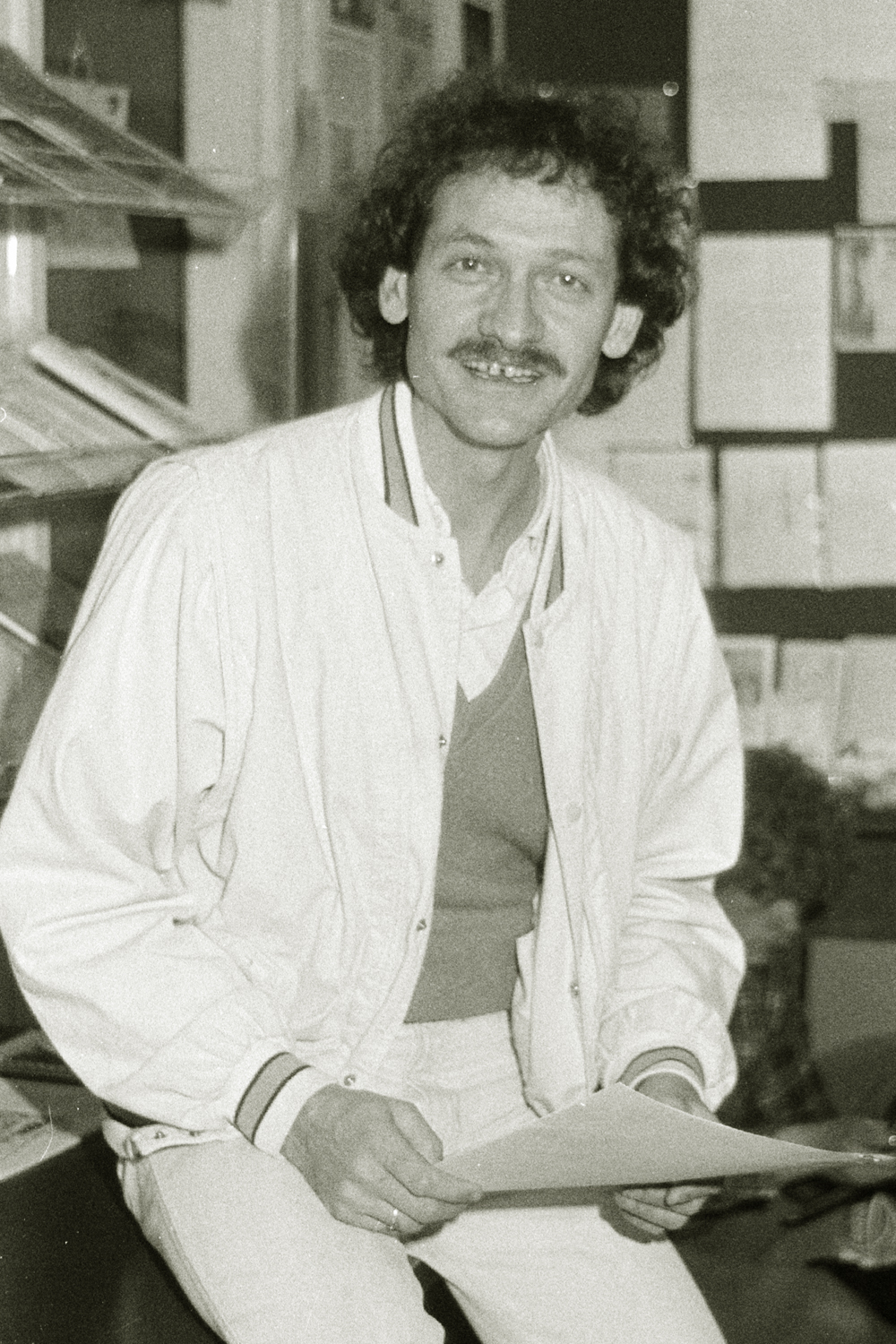
Gustl Angstmann (1986)

Gustl Angstmann (* 12. Januar 1947 in München; † 1. Januar 1998 ebenda) war ein deutscher Schriftsteller, Fachbuchautor und schwuler Aktivist.

## Leben
Gustl Angstmann wuchs im Münchner Stadtteil Haidhausen auf und schloss 1964 nach der Hauptschule eine Facharbeiterausbildung als Schlosser ab. 1966 trat er als Novize in ein Kloster ein, das er nach einem Jahr wieder verließ. Er holte das Abitur am Abendgymnasium Mainz nach und studierte anschließend von 1971 bis 1978 Pädagogik, Psychologie und Soziologie an der Ludwig-Maximilians-Universität München; Promotion 1978. In der Folge war er als Schriftsteller, Psychotherapeut in freier Praxis sowie als Autor von Fachbüchern tätig. 1985 erhielt er den Puchheimer Leserpreis.
Angstmann lernte gleich beim Gründungstreffen in der „Deutschen Eiche“ die „Homosexuelle Aktionsgruppe München“ (HAG, später HAM, 1971–1980) kennen, bei dem die Initiatoren „Joachim Kortegast … und Klaus Sigl … das emanzipatorische Wort“ führten. Er war durch seine leitende Mitarbeit „in den Jahren … bis 1975 das personelle Kontinuum der HAG/HAM“. In seinem Buch Ein ganz normaler Mann beschreibt er ein Treffen des Literatenkreises im Verein für Sexuelle Gleichberechtigung VSG, dem er angehörte, in einer Haidhauser Wohngemeinschaft 1980. Angstmann gehörte auch zu den Mitinitiatoren einer 1980 gegründeten Münchner Gruppe von Homosexuelle und Kirche, in deren Rahmen er im Mai 1995 einen Bibelkreis gründete.
Zeitweise lebte er, vor allem, um ungestört zu schreiben, in seinem bescheidenen Refugium bei Talla in der Toscana, wo er gelegentlich auch Gästen Aufenthalt bot.
Gustl Angstmann starb am 1. Januar 1998 an den Folgen von AIDS im Schwabinger Krankenhaus.

## Werke
Gustl Angstmann war einer der ersten bekennenden schwulen Autoren in München. In seiner Geschichtensammlung Ein ganz normaler Mann 1982 hat er seine schwule Biographie in den 1970er und beginnenden 1980er Jahren verarbeitet. Auch die folgenden Romane haben einen autobiographischen Hintergrund, sind jedoch, worauf der Autor immer großen Wert legte, Literatur und damit Fiktion. Jeder der Romane behandelt ein Grundthema des Autors.
Kennzeichnend für Angstmanns Texte ist, dass sie in bairischer Mundart geschrieben sind.
Als erster offen schwuler Gesprächstherapeut in jener Zeit hatte er große Anteile, auch in den Volkshochschulen des Umkreises die Themen des „Anders sein“ einzubringen, in seinen Glossen „ma sogt ja blos“ zum politischen Zeitgeschehen forderte er auch von der SPD in München, deren Münchner Schwuso-Gruppe er mitgegründet hatte, mehr Mut zur Offenheit. Seine Forderungen fand er danach am besten bei der Rosa Liste München verwirklicht.
Außerdem veröffentlichte Angstmann mehrere Fachbücher zu Selbsthilfethemen.
Das Werk im Überblick:
Belletristik

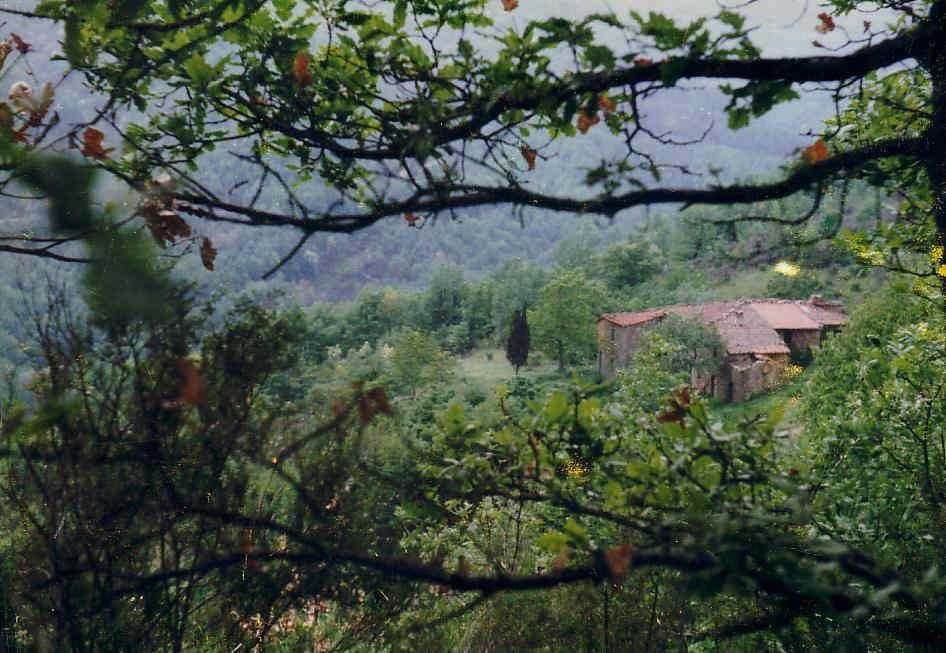
Das Refugium bei Talla, Toscana – er bewohnte selbst nur die Gebäude an der Südseite

- Ein ganz normaler Mann. Geschichten (Verlag Friedl Brehm, 1982)
- Der Stotterer. Kurzroman (Verlag Rosa Winkel, 1983)
- HerzSchläge. Roman (Verlag rosa Winkel, 1987)
- Novizen. Roman (Verlag rosa Winkel, 1994)
- Bei Liebe Mord. Krimi (Verlag rosa Winkel, 1997)

Fachliteratur
- Abschiednehmen will gelernt sein. Chancen zum Neubeginn (Herder, Freiburg 1988)
- Schreiben hilft leben. Wege zur Selbstentfaltung (Herder, Freiburg 1989)

Queerhistorische Aufsätze
- 25 Jahre schwulenbewegtes München – die ersten Jahre mit HAG, HAM und Teestube. In: 10 Jahre Schwules Kommunikations- und Kulturzentrum München e. V. 1986–1996. München 1996, S. 56–61.

Regelmäßige Kolumnen
- Als „Grantler“ kommentierte er in Münchener schwulen Zeitschriften die aktuelle politische Situation in den Parteien, vornehmlich seiner SPD, und dann der Entwicklung der Politik in München und Bayern zu Aids.

## Archiv und Gedächtnislesung
Das Forum Queeres Archiv München bewahrt seinen schriftstellerischen Nachlass und veranstaltet zu seinem Gedenken alljährlich zum Jahresanfang eine Lesung mit jungen homosexuellen Literaten aus München und dem Umkreis.